# University of Tennessee at Martin

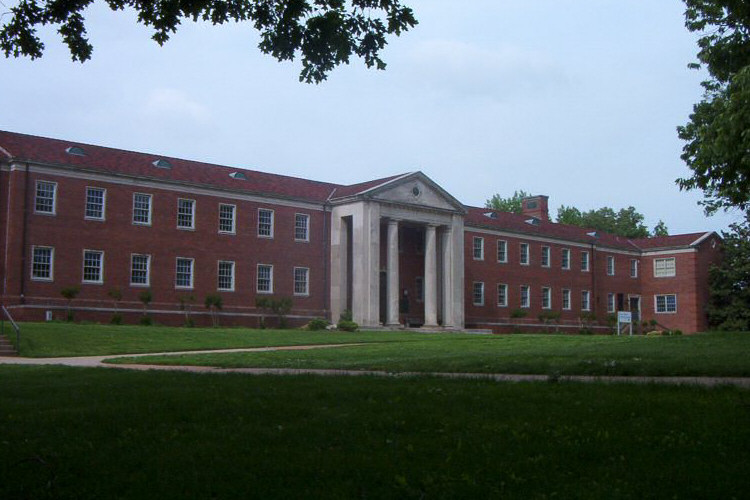
Verwaltungsgebäude der UT Martin

Die University of Tennessee at Martin (auch UT Martin oder UTM genannt) ist eine staatliche Universität in Martin im US-Bundesstaat Tennessee. Derzeit sind hier 6.500 Studenten eingeschrieben.

## Geschichte
Die UT Martin wurde 1900 als Baptisten-College gegründet und nannte sich damals Hall-Moody Institute. Als die Schule 1927 in Gefahr war, geschlossen zu werden, wurde das Institut vom Staat übernommen und als University of Tennessee Junior College der University of Tennessee angeschlossen. 1951 wurden erstmals Bachelor-Abschlüsse angeboten und die Hochschule nannte sich nun University of Tennessee Martin Branch. 1967 schließlich wurde sie als ganzwertigen Campus ins University of Tennessee System aufgenommen. Damals erhielt sie auch ihre heutige Bezeichnung.

## Fakultäten
Die Universität gliedert sich in fünf Fakultäten:
- Landwirtschaft und angewandte Wissenschaften
- Wirtschaftswissenschaften und öffentliche Angelegenheiten
- Ausbildung und Verhaltenswissenschaften
- Ingenieur- und Naturwissenschaften
- Geistes- und Kunstwissenschaften

## Sport
Die Sportteams der UTM sind die Skyhawks. Die Hochschule ist Mitglied in der Ohio Valley Conference.